# XAUI
是一個介於MAC到PHY之間的電腦匯流排XGMII（10.0 Gbit/s）的延伸標準，XAUI發音“zowie”，與意味十倍的羅馬數字X關聯，是「附件單位介面」的起始。
XAUI是XGMII的延伸，XAUI位於MAC末端的XGXS、和PHY末端的XGXS之間。XAUI延伸了XGMII的操作長度並減少了信号接口的數目。應用範圍包括延伸MAC和PHY模組之間的實體分隔以10.0Gbit/s以太系統分散橫跨電路板。